# 黃兆明
黄兆明主教（英語：Bishop Philip Huang Jaw-ming，1954年8月23日—），罗马天主教主教，1954年8月23日生于台湾花莲县富里鄉，1983年4月12日在台东晋铎，1998年7月16日当选高雄教区辅理主教领LAMFUA衔，1998年9月26日在高雄祝圣主教，2001年11月19日被任命為花蓮教區主教，2002年2月6日在花蓮就职教区主教。